# Karolina Gočeva
Karolina Gočeva (Macedonisch: Каролина Гочева) (Bitola, 28 april 1980) is een zangeres uit Noord-Macedonië.

## Overzicht
Karolina Gočeva was pas elf toen ze de aandacht van het publiek trok met haar optreden op het festival "Markfest '91". Sinds ze een contract tekende met een Macedonische platenmaatschappij in 2000 werd haar zangcarrière pas echt serieus. Ze deed mee aan verschillende festivals, met het Eurovisiesongfestival 2002 als hoogtepunt. De Macedonische inzending Od nas zavisi bereikte een negentiende plaats.Ze zou ook deelnemen aan het festival van 1995, maar Macedonië trok zijn inzending terug. Karolina vertegenwoordigde Macedonië voor de tweede maal op het Eurovisiesongfestival 2007 met Mojot svet. Ze reisde op eigen krachten af naar Finland. Als ze de finale zou halen, zou de Macedonische televisiezender haar alles terugbetalen. Met 73 punten werd ze veertiende in de finale, waarna de Macedonische omroep alle kosten vergoedde die ze gemaakt had. Naast pop zingt ze ook klassieke muziek.
1998: Vlado Janevski · 
2000: XXL · 
2002: Karolina · 
2004: Toše Proeski · 
2005: Martin Vučić · 
2006: Elena Risteska · 
2007: Karolina · 
2008: Tamara, Vrčak & Adrian Gaxha · 
2009: Next Time · 
2010: Gjoko Taneski · 
2011: Vlatko Ilievski · 
2012: Kaliopi · 
2013: Esma & Lozano · 
2014: Tijana Dapčević · 
2015: Danijel Kajmakoski · 
2016: Kaliopi · 
2017: Jana Burčeska · 
2018: Eye Cue · 
2019: Tamara Todevska · 
2021: Vasil · 
2022: Andrea
- International Standard Name Identifier: 0000 0004 6237 3670
- MusicBrainz: 6fe98a86-93cf-4e5a-8269-163a117d24d5
- Virtual International Authority File: 1185154260682624480008